# Natrijum propionat
Natrijum propionat je natrijumova so propionske (propanske) kiseline. To je bela higroskopna so, koja se topi na 287 °. Upotrebljava se u prehrambenoj industriji kao konzervans (E281), kao i fungistatično sredstvo i dodatak stočnoj hrani. U većim količinama je otrovan. Smrtonosna doza (kod miševa, oralno) iznosi 6332 mg/kg telesne mase.

## Literatura
- Michael Ash, Irene Ash (2004). Handbook of preservatives. Synapse Info Resources. стр. 539. ISBN 978-1-890595-66-1.

## Spoljašnje veze
- Natrijum propionat